# Flensborg Avis
Flensborg Avis ist eine Tageszeitung aus Flensburg, die seit 1869 sowohl in dänischer als auch deutscher Sprache veröffentlicht. Die Zeitung versteht sich als Sprachrohr der dänischen Minderheit. Die verkaufte Auflage beträgt 4248 Exemplare, ein Minus von 39,6 Prozent seit 1998. Ihr deutschsprachiges Pendant im angrenzenden Nordschleswig ist die Tageszeitung Der Nordschleswiger.

## Geschichte

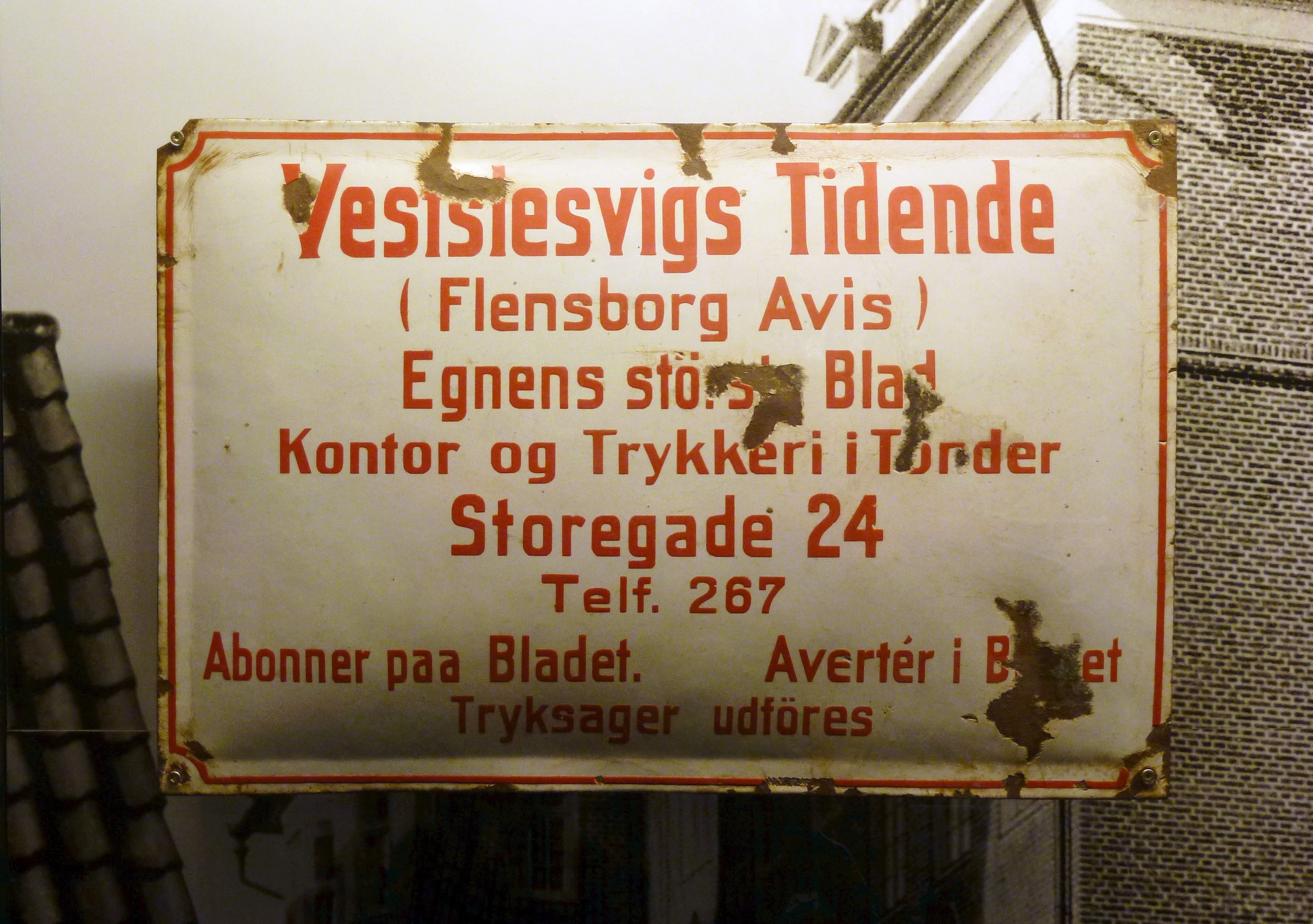
Altes Firmenschild im Danevirke Museum

Vorgänger der Flensborg Avis war der deutschsprachige Flensburger Anzeiger, dessen erste Ausgabe 1868 erschien. In dänischer Sprache publiziert die Flensborg Avis seit dem 1. Oktober 1869. Als wichtigstes dänischsprachiges Presseorgan im seit 1864/67 preußischen Schleswig geriet die Redaktion immer wieder in Konflikt mit den deutschen Behörden, nachdem in der Regierungszeit Kaiser Wilhelms II. der Druck auf die nicht-deutschen Bevölkerungsteile verstärkt wurde. Der langjährige Chefredakteur und spätere Reichstagsabgeordnete Jens Jessen wurde mehrmals inhaftiert. Sein Nachfolger Ernst Christiansen wurde nach der Teilung Schleswigs 1920 wichtigster Repräsentant der dänischen Volksgruppe, die südlich der neuen deutsch-dänischen Grenze verblieb. Neben der dänischsprachigen Hauptausgabe gab Flensborg Avis in dieser Zeit auch die deutschsprachige Zeitung Der Schleswiger heraus.
In der Zeit des Nationalsozialismus konnte sich die Flensborg Avis als einziges Presseorgan in Deutschland einer formellen Gleichschaltung weitgehend entziehen. Eine besonders scharfe Berichterstattung wurde offenbar vermieden. Hinsichtlich der Hitlerrede im Flensburger Stadion im Jahr 1932 formulierte beispielsweise Der Schleswiger lediglich milde: „Der Führer der grössten deutschen Partei, Adolf Hitler, sprach am Sonnabend keine Worte, die uns Dänen oder die übrigen Skandinavier hätten verletzen können. [...]“. Die Redaktion stand unter hohem Druck und musste ständig neue Repressalien fürchten. So wurde der schließlich zu einer Beilage herabgestufte Schleswiger 1937 ganz verboten, und 1940 musste Ernst Christiansen als Chefredakteur zurücktreten. Dennoch konnte Flensborg Avis erscheinen, bis 1945 der Mangel an Papier die kriegsbedingt schon stark ausgedünnte Zeitung zur einstweiligen Einstellung des Betriebes zwang.
In der Nachkriegszeit erlebte Flensborg Avis eine neue Blüte, als die dänische Minderheit im Landesteil Schleswig einen regen Zulauf erhielt. Ihr deutschsprachiges Sprachrohr, die  Südschleswigsche Heimatzeitung, erschien bis in die 1970er-Jahre. Danach wurde sie im Innenteil jeder Ausgabe von Flensborg Avis fortgeführt. Die Auflage ging seit 1950 jedoch kontinuierlich zurück.

## Gegenwart

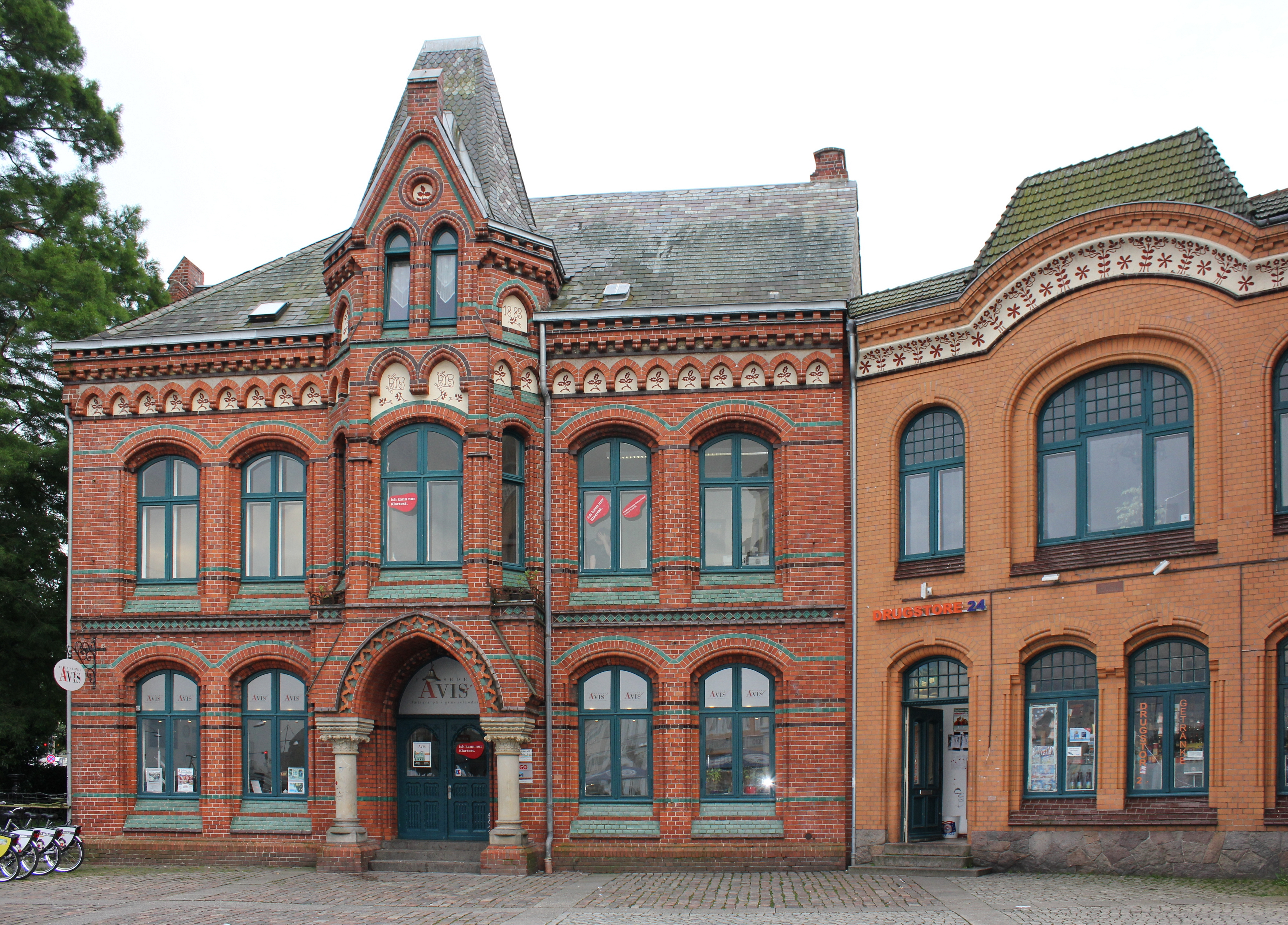
Das ehemalige „Stadtbüro“ (bykontor) der Flensborg Avis in der Schiffbrückstraße am Flensburger Hafen

Auf lokaler Ebene konkurriert die Flensborg Avis mit dem auflagenstärkeren, deutschsprachigen Flensburger Tageblatt, wobei die Flensborg Avis als Zeitung der dänischen Minderheit eine andere Zielgruppe anspricht. Erzielt wird eine verkaufte Auflage von 4248 Exemplaren. Im Rechenschaftsbericht der Geschäftsleitung, der auf der Hauptversammlung der Flensborg Avis AG am 20. Juni 2008 vorgelegt wurde, wird für 2007 eine Auflage von 5.428 Exemplaren genannt, von denen 1.848 jeweils nach Dänemark ausgeliefert wurden. Die Donnerstagsauflage enthält ein Informationsblatt des Sydslesvigsk Forening und wird an alle Mitglieder des Vereins gesandt. Die Auflage liegt für diesen Tag bei über 14.000. In unregelmäßigen Abständen veröffentlicht der dänische Schulverein eine Beilage in der Zeitung. Diese Ausgaben erhalten alle Mitglieder des Schulvereins. Auch dadurch steigt die Auflage.
In Flensburg, Schleswig, Niebüll und Husum bestehen Lokalredaktionen. Letztere ist seit 1998 jedoch laut Impressum nicht mehr besetzt. Insgesamt sind 30 Redakteure bei der Zeitung beschäftigt. Für Radio Schleswig-Holstein werden dänischsprachige Regionalnachrichten produziert, die werktags im Raum Flensburg/Südschleswig gesendet werden.
Flensborg Avis ist eine der kleinsten Tageszeitungen in Deutschland und konnte bis heute ihre ökonomische wie redaktionelle Autonomie wahren. Die Zeitung ist eine Aktiengesellschaft, deren Budget sich aus selbst erwirtschafteten Einnahmen und einem jährlichen Zuschuss der dänischen Regierung von rund drei Millionen Euro zusammensetzt. Der deutsche Staat leistet keine Unterstützung. Die Bundesrepublik Deutschland fördert aber umgekehrt in Dänemark die deutschsprachige Tageszeitung Der Nordschleswiger, die seit 1946 erscheint.
Seit dem Jahr 2008 besteht eine Kooperation mit dem Nordschleswiger und dem Schleswig-Holsteinischen Zeitungsverlag, zu dem das Flensburger Tageblatt gehört. Hierbei können bei Bedarf einige Artikel von der jeweils anderen Zeitung, auch in übersetzter Form, übernommen werden.

## Auflage
Der Flensborg Avis hat wie die meisten deutschen Tageszeitungen in den vergangenen Jahren an Auflage eingebüßt. Die verkaufte Auflage ist in den vergangenen 10 Jahren um durchschnittlich 1,6 % pro Jahr gesunken. Im vergangenen Jahr hat sie um 3,8 % abgenommen. Sie beträgt gegenwärtig 4248 Exemplare. Der Anteil der Abonnements an der verkauften Auflage liegt bei 51,4 Prozent.
| 1998 | 1999 | 2000 | 2001 | 2002 | 2003 | 2004 | 2005 | 2006 | 2007 | 2008 | 2009 | 2010 | 2011 | 2012 | 2013 | 2014 | 2015 | 2016 | 2017 | 2018 | 2019 | 2020 | 2021 | 2022 | 2023 | 2024 |
| ---- | ---- | ---- | ---- | ---- | ---- | ---- | ---- | ---- | ---- | ---- | ---- | ---- | ---- | ---- | ---- | ---- | ---- | ---- | ---- | ---- | ---- | ---- | ---- | ---- | ---- | ---- |
| 7032 | 6792 | 6798 | 6623 | 6507 | 6443 | 5955 | 5956 | 5862 | 5801 | 5686 | 5643 | 5281 | 5207 | 5289 | 5122 | 5099 | 5392 | 4619 | 4581 | 4424 | 4263 | 4885 | 4791 | 4556 | 4514 | 4344 |